# A Republikanska futbolna grupa 1982-1983
L'edizione 1982-83 della A PFG vide la vittoria finale del CSKA Septemvrijsko zname Sofia, che conquista il suo ventitreesimo titolo.
Capocannoniere del torneo fu Antim Pehlivanov dell'FC Botev Vraca con 20 reti.

## Classifica finale
|    | Classifica                              | G  | V  | N  | P  | GF | GS | Dif | Pt |
| -- | --------------------------------------- | -- | -- | -- | -- | -- | -- | --- | -- |
| 1  | CSKA Septemvrijsko zname Sofia (C) (CB) | 30 | 18 | 9  | 3  | 52 | 26 | +26 | 45 |
| 2  | Levski-Spartak Sofia                    | 30 | 18 | 6  | 6  | 50 | 21 | +29 | 42 |
| 3  | Trakija Plovdiv                         | 30 | 16 | 6  | 8  | 62 | 40 | +22 | 38 |
| 4  | PFC Lokomotiv Sofia                     | 30 | 12 | 8  | 10 | 39 | 40 | -1  | 32 |
| 5  | PFC Spartak Pleven                      | 30 | 13 | 5  | 12 | 46 | 40 | +6  | 31 |
| 6  | PFC Sliven                              | 30 | 13 | 4  | 13 | 46 | 45 | +1  | 30 |
| 7  | Spartak Varna (N)                       | 30 | 12 | 5  | 13 | 36 | 38 | -2  | 29 |
| 8  | FK Etăr                                 | 30 | 13 | 3  | 14 | 38 | 41 | -3  | 29 |
| 9  | Černo More Varna                        | 30 | 9  | 11 | 10 | 24 | 28 | -4  | 29 |
| 10 | Belasica Petrič                         | 30 | 12 | 5  | 13 | 43 | 54 | -11 | 29 |
| 11 | Botev Vraca                             | 30 | 13 | 4  | 13 | 38 | 35 | +3  | 28 |
| 12 | PFC Slavia Sofia                        | 30 | 11 | 6  | 13 | 35 | 37 | -2  | 28 |
| 13 | Černomorec Burgas                       | 30 | 12 | 4  | 14 | 41 | 47 | -6  | 28 |
| 14 | FC Haskovo                              | 30 | 9  | 4  | 17 | 34 | 41 | -7  | 22 |
| 15 | Rozova dolina Kazanlăk (N)              | 30 | 7  | 5  | 18 | 30 | 53 | -23 | 19 |
| 16 | PFC Pirin Blagoevgrad (N)               | 30 | 7  | 5  | 18 | 26 | 54 | -28 | 19 |

- (C) Campione nella stagione precedente
- (N) squadra neopromossa
- (CB) vince la Coppa di Bulgaria

### Verdetti
- CSKA Septemvrijsko zname Sofia Campione di Bulgaria 1982-83.
- PFC Spartak Pleven, Rozova dolina Kazanlăk e PFC Pirin Blagoevgrad retrocesse in B PFG.
- PFC Černomorec Burgas e FC Haskovo salve dopo i playout.

### Qualificazioni alle Coppe europee
- Coppa dei Campioni 1983-1984: CSKA Septemvrijsko zname Sofia qualificato.
- Coppa UEFA 1983-1984: Levski-Spartak Sofia e Lokomotiv Plovdiv qualificate.